# Occoquan (Virginia)
Occoquan è una città (town) degli Stati Uniti d'America, situata nella contea di Prince William dello Stato della Virginia.